# Дистрибуция
Дистрибуция е един от четирите елемента на маркетинг микса. Дистрибуцията спомага на дадена организация или производител да направи продуктите или услугите си достъпни за потребителите и да постигне конкурентно предимство на даден целеви пазар.

## Канали за дистрибуция
Мнозинството от организации и производители не продават стоките директно на крайния потребител, a използват така наречените канали за дистрибуция. От своя страна каналите за дистрибуция са структурурани от взаимосвързани компоненти, които имат общата цел да реализират конкурентоспособни фирмени продукти с определено ниво на потребителско обслужване. Дистрибуционните канали на производителите включват определен брой посредници и организации, които образуват верига, по която продуктът преминава, за да достигне крайния потребител.

## Видове канали за дистрибуция
Основните видове дистрибуционни канали, категоризирани според характерните за тях признаци, са:
- Къси и дълги канали – зависят от броя на организациите и посредниците, участващи в дистрибуционния процес.

- Директни и индиректни канали – при използване на директни канали производителят има пряка връзка с крайния потребител и директно продава продуктите. При индиректните канали се използват посредници.

- Единични и мултиканали за дистрибуция – при единичните канали производителят използва само един канал за продажба на продуктите, докато при мултиканалната дистрибуция се осигурява по-добро пазарно покритие чрез използване на повече от един канал.

- Канали за изключителна дистрибуция – този процес на дистрибуция се характеризира с това, че единствено посредниците имат правата да разпространяват определени стоки в даден регион. Те нямат право да ги препродават или посредничат на конкуренцията.

- Канали за интензивна дистрибуция – използват се възможно най-голям брой посредници. Този вид дистрибуция е характерен за продукти или услуги, които са често търсени от страна на потребителите.

- Канали за селективна дистрибуция – тези канали са характерни със специално подбраните си посредници, които от своя страна имат задачата да обърнат индивидуално внимание на всеки краен потребител. Този вид дистрибуция се отнася до не толкова масови продукти (стоки на лукса) или до продукти със специфични качества, които са търсени от ограничен брой потребители.